# 1961 au Brésil
Chronologie du Brésil
- 1957
- 1958
- 1959
- 1960
- 1961
- 1962
- 1963
- 1964
- 1965

Cette page concerne des événements d'actualité qui se sont produits durant l'année 1961 au Brésil.

## Événements
- 31 janvier : Jânio Quadros devient le 22e président du Brésil, succédant à Juscelino Kubitschek ;
- 25 août : le président Jânio Quadros démissionne. Le président de la Chambre des députés, Ranieri Mazzilli, assure l'intérim de la présidence ;
- 7 septembre : João Goulart est nommé 24e président du Brésil ;
- 23 novembre : le Brésil rétablit ses relations diplomatiques avec l'Union soviétique, interrompues depuis 14 ans.

## Naissances
- 8 septembre : Fernanda Abreu, chanteuse
- 22 novembre : Alemão, footballeur
- 20 décembre : Vik Muniz, plasticien, photographe

## Décès
- 22 juin : José de Mesquita, poète
- 10 juillet : João Zaco Paraná, sculpteur